# Lisa Eichhorn
Lisa Eichhorn, född 4 februari 1952 i Glens Falls, New York, är en amerikansk skådespelare, författare och producent. Eichhorn filmdebuterade 1979 i John Schlesingers film Yanks, i rollen som Jean Moreton, för vilken hon nominerades till två Golden Globes.

## Filmografi i urval
- 1979 – Yanks
- 1979 – Européerna
- 1986 – Miami Vice (TV-serie)
- 1986 – All My Children (TV-serie)
- 1992 - I lagens namn (TV-serie)
- 1993 – Spårlöst försvunnen
- 1995 – Mord och inga visor (TV-serie)
- 1998 – Chicago Hope (TV-serie)
- 1998 – Kommissarie Morse (TV-serie)
- 1999 – Vem dömer Amy? (TV-serie)
- 1999 – The Talented Mr. Ripley
- 2007 – Morden i Midsomer (TV-serie)
- 2013 – About Time